# Jasper County (Mississippi)
Jasper County is een county in de Amerikaanse staat Mississippi.
De county heeft een landoppervlakte van 1.751 km² en telt 18.149 inwoners (volkstelling 2000). De hoofdplaats is Bay Springs.